# Anastrepha cordata
Anastrepha cordata är en tvåvingeart som beskrevs av Aldrich 1925. Anastrepha cordata ingår i släktet Anastrepha och familjen borrflugor. Inga underarter finns listade i Catalogue of Life.